# استان ماگدالنای مرکزی
استان ماگدالنای مرکزی (به اسپانیایی: Provincia de Magdalena Centro) یک منطقهٔ مسکونی در کشور کلمبیا است که در بخش کوندینامارکا واقع شده‌است.